# 信仰自由 (宣言)
《信仰自由》（拉丁語：Dignitatis humanae）宣言是梵蒂岡第二屆大公會議發布的文件之一，其名稱以聖座文件的命名原則取拉丁原文的頭兩個拉丁單詞定名為「Dignitatis humanae」，直譯為“人的尊嚴”。此文件一反早期天主教對於信仰自由的保守態度，反而將信仰自由視為人性尊嚴的重要一環，且呼籲政府公權對於人民信仰自由該抱持尊重的態度。
此文件原為梵蒂岡第二屆大公會議第二會期中討論的《大公主義》草案的第五章，由基督徒合一秘書處所撰寫，由於其重要性而被獨立出來待第三會期討論。又因為其中所述的觀點導致保守派與會者的杯葛，直到第四會期所提出的改寫版才1965年9月21日獲得通過。並由教宗保祿六世於1965年12月7日發布。

## 簡介
宣言可分為前言性質的第一段，大意是申明信仰自由為人性尊嚴的重要部分。前言之後則有兩大章，第一章簡述信仰自由的各個角度，第二章則是以神學與教會傳統的角度去解析信仰自由的意義。最後則是一段總結。
首先，該宣言開宗明義地就說明宗教自由乃是人性尊嚴所該有的正當自由的一環。不過在此同時也說明了天主教的基本信仰，認為教會是受天主啟示的真宗教，有傳播真理的職責。然而該宣言也聲明真理不該用強迫的方式讓人接受，並認為宗教自由無損於前述的天主教的責任。且應當給予支持。藉此說明教會雖堅持自身的信仰但也支持宗教自由的立場。

### 〈信仰自由的原則〉
第一章從七個角度去講述宗教自由的性質，第一節討論了信仰自由的對像及其基礎，界定了信仰自由就是「無論個人或團體，也無論任何人為的權力，都不能強迫任何人，在宗教信仰上，違反其良心行事」，並說明由於人人都有理智與人格，因此有其責任去追求真理。若是此一追求收到外來壓迫，那則無法善盡此責任。是故在不違害社會秩序下不能阻止此自由權的行使。接續第一節對信仰自由的根源的敘述，第二節從人追求真理與自由的關聯為出發點，說明天主與人的關係與信仰自由間的聯繫。說明以天主教的思想，唯有忠實透過良心去行事，才能通往天主。藉此給予信仰自由一個崇高的意義，並表示政府若在未動搖社會秩序的前提下去干涉人行使良心的自由就是越俎代庖。
第三節與第四節分別說明了在宗教團體，以及在家庭在行使宗教自由的權利時該爭取的事務。宗教團體非有損社會穩定的情況下，應該保有對信徒的教悔、對外傳播權、神職人員的培育以及派遣或是設立宗教組織以及建築的基本權益。同樣的在家庭，父母也理當保有自己子女的宗教教育的決定權，且不受政府干預。
第五、六、七節則分別就信仰自由的實行面作分析，首先是該如何保障信仰自由，宣言將之歸做政府的基本職責之一。並且表示政府在履行此一職責時要注意勿偏袒特定宗教。就算因為當地風俗而給予一宗教團體特別的承認，也不得阻礙其他宗教團體的自由。自然也不該用公權力去強迫人們信奉或脫離特定信仰。第六節則限定了宗教自由的行使之範圍，也就是基本的道德原則－不妨害他人以及注重公眾利益，以及政府為了社會秩序的維 護而訂立的法律。為次該宣言下的結論是「在社會上對完整自由的通例應予保存，就是盡量給人自由，非在必要時，不得限制。」第七點則是提出了除了自由遭到壓抑外，亦有濫用自由的問題，並呼籲各人要注重行使自由權應有的品德，以及對此的教育。

### 〈在啟示真光下的信仰自由〉
第二章改從天主教神學角度為信仰自由尋找立足點。第一節說明信仰自由的基礎是人格的尊嚴。並表示社會定義的信仰自由與基督信仰的信德行為的自由是相符的。第二節就延續著信德行為自由的議題，說明除非是自願的接受基督信仰，不然就不是出自於信德的成果。
第三節舉了耶穌與宗徒們傳教時並未強迫聽道者信仰，也提到耶穌與宗徒們都承認當時政府的權威，但在面對信仰被壓迫時也挺身而出進而殉道。第四節承接了上意， 表示天主教會對於依循耶穌與宗徒們的典範的決心。也略為提到教會在歷史上一些的錯誤。最後以「在宗教事務上，應保持人格尊嚴，在社會上，不受任何人為的強制」做結論。
第五、六節則是說明教會在信仰自由的社會上應有的權利和義務。先是說明教會保有救人的自由是十分重要的，並以教會作為耶穌建立的團體的神聖權利，以及作為民間團體的應有權利說明教會的自由權之來源。表示上述的教會自由必須要有信仰自由提供的保障。最後該章節針對教會的傳教使命作出了解說，並強調信眾們在傳播教理時須注意代表人格尊嚴的信仰自由權。

### 結語
該宣言的最後，提到了人們對信仰自由之需求乃是事實，並且受到多國憲法的保證。但也可惜在不少國家此一自由遭到了限制。並表達對於前者的讚賞與對後者的遺憾。並聲明為了建立各宗教與民族間友善來往的社會，信仰自由乃是不可缺的。最後該宣言以一個簡單的祈禱文作為結束，祈求宗教自由能獲得保障。

## 背景
19世紀末至20世紀初，由於現代主義蓬勃發展，進而引起對正統神學的誤區的情況下。教廷對於現代主義相關的論述頗有微詞，甚至進而發表對現代主義的強烈批判。而信仰自由也連帶地遭到當時的教宗反對，如庇護九世（1846年－1878年期間在位）和良十三世（1878年－1903年期間在位）皆對宗教自由頗有微詞；其出發點為，若是由政府去支持相對於真宗教的天主教會的假宗教，那會連帶影響真理的傳播。良十三世對於政教關係的觀點屬於政教分離論。
然而在後來開啟梵二會議的若望二十三世的通籲《和平於世
》中卻對於宗教自由抱持歡迎態度，認為政府有責任維護人民的信仰自由，但是信仰的價值之傳播與維護則由各宗教團體來負責。雖然信仰自由宣言被提出表決時若望二十三世已經過世了，這個告白最後給予了該宣言一個出發點。
另一個與信仰自由宣言有關聯的則是若望·康特尼·莫瑞神父，他是一位美國籍的耶穌會會士。梵二大公會議時，他於1963年以紐約主教方濟各·史佩爾曼樞機（Francis Spellman）的顧問身分與會。最後成為了信仰自由宣言的於第三會期和第四會期中被提出表決的版本之起草主筆人之一。

## 影響
此一宣言很快地就招致了保守派的批判，如知名的反梵二天主教保守主義團體聖庇護十世司鐸兄弟會創辦人馬歇爾·勒菲弗總主教在提及他對梵二大公會議遭現代主義滲透的擔憂時，就直接把信仰自由宣言當成顯著例子。
雖然如此，此一宣言與《教會對非基督宗教態度》宣言都被視為梵二後天主教宗教交流的基礎之一。。而在1992年發表的新編〈天主教教理〉中，在論及信仰自由時也援引了信仰自由宣言。

## 外部連結
- 《信仰自由 （页面存档备份，存于）》宣言，由天主教台灣地區主教團秘書處翻譯為中文。